# Allium halfetiense
Allium halfetiense — вид квіткових рослин з підродини цибулевих (Allioideae). Ендемік Туреччини.
Allium halfetiense є новим видом у Allium sect. Codonoprasum. Він описаний з провінції Шанлиурфа, південна Туреччина. Розпізнаються два різних різновиди, var. halfetiense і var. cecenii. Нагадує A. pallens, A. convollarioides, A. dentiferum, A. galileum, але відрізняються кількома морфологічними ознаками листя, квіток, обгорток, а також розмірами зав'язі та коробочки.